# أكاديمية الطب في ماليزيا
أكاديمية الطب في ماليزيا (بالإنجليزية: Academy of Medicine of Malaysia)‏ هي جمعية مهنية وتعليمية لأطباء ماليزيا. تأسست الأكاديمية في عام 1966، ومقرها في كوالالمبور، وتضم جميع التخصصات الطبية. شعار الأكاديمية هو "تيرس ماجو (terus maju)" (معني الحرفي :الاستمرار في التقدم).

## المعلومات الأساسية
تأسست أكاديمية الطب في سنغافورة في عام 1957 وخدمت كل من سنغافورة وماليزيا. اندمجت دولة سنغافورة مع اتحاد مالايا في عام 1963، ولكن الاتحاد انتهى في عام 1965. وبعد انفصال البلدين، تأسست أكاديمية الطب المستقلة في ماليزيا في عام 1966. تم تأسيس الأكاديمية رسميًا بموجب قانون الجمعيات (1966) في 22 ديسمبر 1966. وتشمل مهمة الأكاديمية جميع التخصصات الطبية.

## العضوية
يتاح الانضمام للمتخصصيين المعتمدين الذين حصلوا على المؤهلات المهنية العليا.
الأعضاء المشهورين:
- محمد صفيان محمد هاشم، القاضي الأعلى السابق في ماليا ورئيس المحكمة الاتحادية في ماليزيا السابق.
- ريموند هوفنبرغ، الرئيس السابق للكلية الملكية للأطباء.
- عبد الرزاق حسين، رئيس وزراء ماليزيا السابق.
- مهاتير محمد، رئيس وزراء ماليزيا السابق.
- إسماعيل عبد الرحمن، نائب رئيس وزراء ماليزيا السابق.
- تونكو عبد الرحمن، أول رئيس وزراء لماليزيا.
- مايكل روزن، الرئيس السابق لكلية الأطباء التخدير الملكية.
- تان سيو سين، أول وزير تجارة وصناعة في ماليزيا ووزير المالية لاحقًا.
- إيان تود، الرئيس السابق لكلية الجراحين الملكية في إنجلترا.